# Billboardlistans förstaplaceringar 1967
Detta är en lista över Billboardlistans förstaplaceringar, 1967.

## Lista
| Datum        | Sång                               | Artist                          |
| 7 januari    | "I'm a Believer"                   | The Monkees                     |
| 14 januari   | "I'm a Believer"                   | The Monkees                     |
| 21 januari   | "I'm a Believer"                   | The Monkees                     |
| 28 januari   | "I'm a Believer"                   | The Monkees                     |
| 4 februari   | "I'm a Believer"                   | The Monkees                     |
| 11 februari  | "I'm a Believer"                   | The Monkees                     |
| 18 februari  | "Kind of a Drag"                   | The Buckinghams                 |
| 25 februari  | "Kind of a Drag"                   | The Buckinghams                 |
| 4 mars       | "Ruby Tuesday"                     | The Rolling Stones              |
| 11 mars      | "Love Is Here and Now You're Gone" | The Supremes                    |
| 18 mars      | "Penny Lane"                       | The Beatles                     |
| 25 mars      | "Happy Together"                   | The Turtles                     |
| 1 april      | "Happy Together"                   | The Turtles                     |
| 8 april      | "Happy Together"                   | The Turtles                     |
| 15 april     | "Somethin' Stupid"                 | Nancy Sinatra och Frank Sinatra |
| 22 april     | "Somethin' Stupid"                 | Nancy Sinatra och Frank Sinatra |
| 29 april     | "Somethin' Stupid"                 | Nancy Sinatra och Frank Sinatra |
| 6 maj        | "Somethin' Stupid"                 | Nancy Sinatra och Frank Sinatra |
| 13 maj       | "The Happening"                    | The Supremes                    |
| 20 maj       | "Groovin'"                         | The Young Rascals               |
| 27 maj       | "Groovin'"                         | The Young Rascals               |
| 3 juni       | "Respect"                          | Aretha Franklin                 |
| 10 juni      | "Respect"                          | Aretha Franklin                 |
| 17 juni      | "Groovin'"                         | The Young Rascals               |
| 24 juni      | "Groovin'"                         | The Young Rascals               |
| 1 juli       | "Windy"                            | The Association                 |
| 8 juli       | "Windy"                            | The Association                 |
| 15 juli      | "Windy"                            | The Association                 |
| 22 juli      | "Windy"                            | The Association                 |
| 29 juli      | "Light My Fire"                    | The Doors                       |
| 5 augusti    | "Light My Fire"                    | The Doors                       |
| 12 augusti   | "Light My Fire"                    | The Doors                       |
| 19 augusti   | "All You Need Is Love"             | The Beatles                     |
| 26 augusti   | "Ode to Billie Joe"                | Bobbie Gentry                   |
| 2 september  | "Ode to Billie Joe"                | Bobbie Gentry                   |
| 9 september  | "Ode to Billie Joe"                | Bobbie Gentry                   |
| 16 september | "Ode to Billie Joe"                | Bobbie Gentry                   |
| 23 september | "The Letter"                       | The Box Tops                    |
| 30 september | "The Letter"                       | The Box Tops                    |
| 7 oktober    | "The Letter"                       | The Box Tops                    |
| 14 oktober   | "The Letter"                       | The Box Tops                    |
| 21 oktober   | "To Sir, with Love"                | Lulu                            |
| 28 oktober   | "To Sir, with Love"                | Lulu                            |
| 4 november   | "To Sir, with Love"                | Lulu                            |
| 11 november  | "To Sir, with Love"                | Lulu                            |
| 18 november  | "To Sir, with Love"                | Lulu                            |
| 25 november  | "Incense and Peppermints"          | Strawberry Alarm Clock          |
| 2 december   | "Daydream Believer"                | The Monkees                     |
| 9 december   | "Daydream Believer"                | The Monkees                     |
| 16 december  | "Daydream Believer"                | The Monkees                     |
| 23 december  | "Daydream Believer"                | The Monkees                     |
| 30 december  | "Hello, Goodbye"                   | The Beatles                     |